# Sesamothamnus
Sesamothamnus, biljni rod iz porodice sezamovki smješten u vlastiti tribus Sesamothamneae. Sastoji se od 6 vrsta iz istočne tropske i južne Afrike. To su grmovi ili drveće sa kaudeksom 

## Etimologija
Njegovo ime doslovno znači "grm sličan sezamu". 

## Opis
Trnoviti grmovi ili malo drveće s deblom često dolje nabreklim. Listovi cjeloviti, duguljasti do obrnuto jajoliki, na peteljkama i naizmjenično na dugim izbojcima ili fascikulirani u pazušcima bodlji, gusto prekriveni zvjezdasto razgranatim sluzavim žlijezdama. Cvat nekoliko cvjetnih grozda. Vjenčić 5-režnjevit, s dugom cijevi i kratkom ostrugom. Prašnika 4. Plod spljoštena drvenasta čahura. Sjemenke brojne, spljoštene sa širokim opnastim krilcima.
Sesamothamnusi ponekad imaju višestruke stabljike koje, kako rastu, imaju tendenciju da postanu drvenaste i trnovite ili, kod nekih vrsta, nabrekle pri dnu poput baobaba. U svom prirodnom staništu može doseći i nekoliko metara visine. Sjemenke se koriste i u prehrani. 

## Vrste
1. Sesamothamnus benguellensis Welw.; tipična vrsta
2. Sesamothamnus busseanus Engl.
3. Sesamothamnus guerichii (Engl.) E.A.Bruce
4. Sesamothamnus leistneri P.Craven ex Swanepoel & A.E.van Wyk
5. Sesamothamnus lugardii N.E.Br. ex Stapf
6. Sesamothamnus rivae Engl.